# Mare Nostrum

Наше (Середземне) море або «Mare nostrum», оточене Римською Імперією в 117 році н. е.

Mare Nostrum (з лат. — «наше море») — назва Середземного моря у стародавніх римлян.
Невдовзі після об'єднання Італії термін відродили італійські націоналісти та фашисти, які вважали, що Італія є державою-правонаступницею Римської імперії та має прагнути управляти колишніми римськими територіями в Середземномор'ї. Беніто Муссоліні використовував цей термін у пропагандистських цілях, подібно до поняття «життєвий простір» Гітлера.

## Історія
Спочатку римляни так називали Тірренське море, але вже до 30 року до нашої ери, коли римські володіння простягалися від Піренейського півострова до Єгипту, термін почали вживати для Середземного. Серед інших вживаних назв було Mare Internum («внутрішнє море»), але не було пізньолатинського Mare Mediterraneum («середземне»), яке з'явилося лише після повалення Римської імперії.

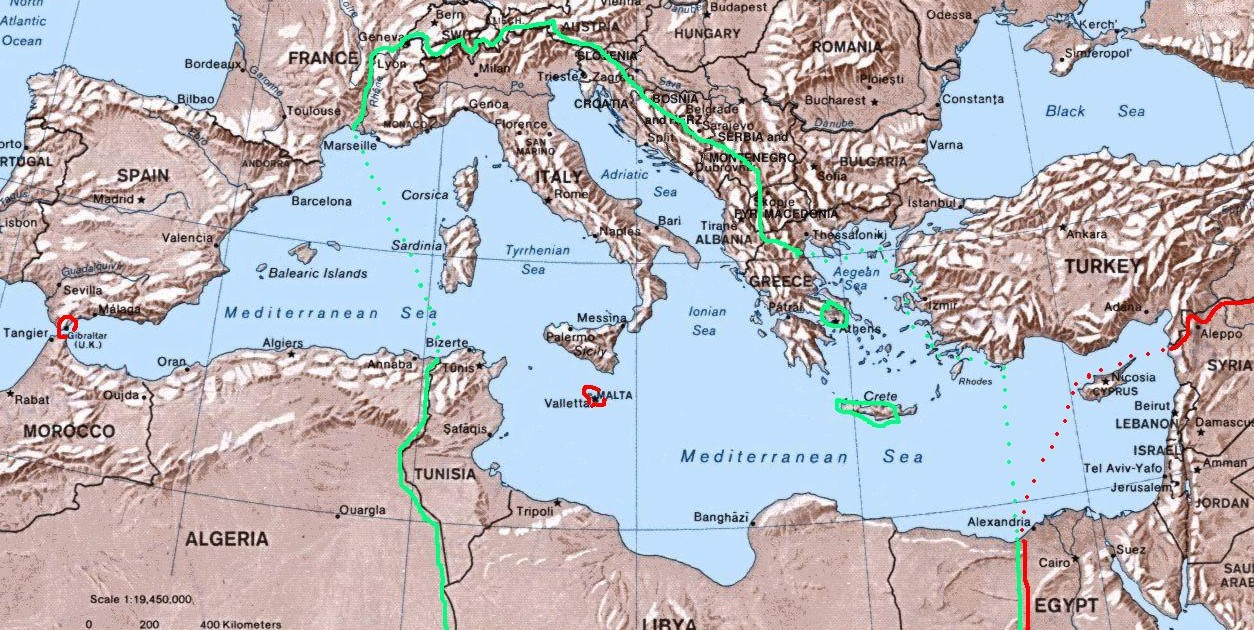
Італійське Mare Nostrum влітку 1942 року

У роки після об'єднання Італії термін відродили італійські націоналісти, які вважали Італію державою-наступницею Римської імперії. Особливо заклики створити італійську колоніальну імперію посилились у 1880-ті, під час підйому націоналізму протягом «бійки за Африку». Саме в цей час утворилася нова концепція Mare Nostrum.
За термін для фашистської пропаганди знову взявся Беніто Муссоліні. У його вжитку він нагадував поняття «життєвий простір» Гітлера. Він хотів відновити «велич Римської імперії» та вважав Італію найсильнішою державою Середземномор'я. Муссоліні хотів створити Велику Італію, зокрема казав, що Середземне море треба зробити «італійським озером». Концепція була однією з причин італійського вторгнення в Албанію, італо-грецької війни, югославської операції, італійського вторгнення в Єгипет та облоги Мальти. Кампанія союзників кинула виклик спробам установити панування Осі у цьому морі, зрештою Союзники перемогли в битві на Середземному морі.
Mare Nostrum є назвою книги Вісенте Бласко Ібаньєса, написаної 1918 та екранізованої 1948 року. Сучасне вживання терміна призначене прийняти різноманіття середземноморських культур та зосередитись на співпраці між ними, як наприклад у темі інавгураційної конференції Товариства середземноморського права та культури. Після аварії корабля мігрантів на Лампедузі у 2013 році, італійська влада запустила операцію Mare Nostrum, яка є військовою та гуманітарною спробою врятувати мігрантів та арештувати контрабандистів.